# Eve Mauro
Pour les articles homonymes, voir Mauro.
Eve Mauro, née le 21 décembre 1981 à Atlanta, est un mannequin et actrice américaine d'origine italienne.

## Biographie
Née d'un père sicilien et d'une mère russe, Eve est la plus jeune des cinq frères et sœurs.
Elle commence sa carrière cinématographique en 2006 dans la série télévisée Ugly Betty.
Elle a fréquenté, de 2010 à 2012, l'acteur américain Desmond Harrington.

## Filmographie

### Cinéma
- 2009 : Locked (The Steam Experiment) : Jessie
- 2009 : Miss March : Vonka
- 2009 : Le Monde (presque) perdu (Land of the Lost) : la femme Pakuni
- 2010 : The Trouble with Terkel : Jason
- 2010 : Sex Tax: Based on a True Story : Babs
- 2010 : The Kane Files: Life of Trial : Wendy Olsen
- 2012 : Zombies: Global Attack : Dusty
- 2012 : A Green Story : Betty
- 2012 : Zombies Vs. Strippers : Sugar Hills
- 2012 : Sorority Party Massacre : Brooklyn
- 2012 : Big Bad Bugs : Tracy Cavanaugh
- 2013 : 616: Paranormal Incident : Emma
- 2013 : World of Saga: Les Seigneurs de l'Ombre : Tarsa
- 2013 : Misogynist : Sarah
- 2014 : Bullet : Samantha
- 2014 : Dragon: Les Aventuriers du Royaume de Dramis : Aesa
- 2015 : Violence : Gretchen Harris
- 2015 : Riot - Enfermé pour tuer : Allison
- 2016 : Cyborg X : Lieutenant Spears
- 2016 : Mythica: La Couronne de Fer : Admiral Borlund Hess
- 2016 : The Midnighters : Natalia
- 2018 : Mad World : Lauren
- 2018 : Junkie : Tabitha Clark
- 2018 : Crepitus : Brandi (mère)
- 2021 : Agent Revelation : Bell
- 2025 : A Working Man de David Ayer

#### Courts-métrages
- 2010 : Spotlight : Angela McKee
- 2011 : The Making of Spotlight : Angela McKee
- 2011 : Hit Girls : Elizabeth Miller
- 2011 : End of the Innocents : Détective Grace Quinn
- 2012 : Backtrack 2.0 : Sam
- 2013 : Crazy Town : Maxim Model Dorothy
- 2013 : Zombeo & Juliécula : Ms Ferates
- 2013 : Dante's Hell Animated : Female Demon (English version, voice)
- 2016 : Spotlight 2 : Angela McKee
- 2016 : Red Skies at Night: The Story of Flower : Nikki
- 2017 : Fleur : Nikki
- 2019 : Angel of Death : Talia
- 2019 : Mother
- 2020 : Love One Another

### Télévision

#### Séries télévisées
- 2006 : Ugly Betty (saison 1, épisode 3) : l'assistante
- 2007 : Les Experts : Miami (saison 5, épisodes 13 & 21) : Carmen Henney
- 2009 : Dexter (saison 4, épisode 7) : la femme attractive
- 2009 : Philadelphia (It's Always Sunny in Philadelphia) (saison 5, épisode 12) : Gwen
- 2010 : Undercovers (saison 1, épisode 2) : Femme
- 2011 : Bones (saison 6, épisode 10) : Paisley Johnston
- 2011 : Les Experts : Manhattan (CSI: NY) (saison 7, épisode 15) : Heather Marist
- 2011 : Men of a Certain Age (saison 2, épisode 7) : Danseur
- 2011 : Torchwood (saison 4, épisode 5) : Maria Candido
- 2015 : Gypsy : Gypsy LaSalle
- 2018 : The Oath (saison 1, épisodes 1, 2 & 6) : Teresa Winters
- 2018-2021 : Age of the Living Dead : Marie
- 2019 : Dystopia : Lauren
- 2021 : Cypher : Rece

#### Téléfilms
- 2008 : Wicked Lake : Jill
- 2009 : The Grind (es) : Sophia
- 2009 : Penance : Suzie
- 2013 : Mystérieuse mère porteuse (The Surrogate) de Doug Campbell : Remy Daniels
- 2015 : Stormageddon de Nick Lyon : Molly
- 2017 : Mirror Image : Lindsay Ricci
- 2020 : L'étrangère dans ma maison (The Wrong Address) de Jake Helgren : Morgan Dyer